# Nature Reviews Microbiology
Nature Reviews Microbiology, abgekürzt Nat. Rev. Microbiol., ist eine Fachzeitschrift, die von der Nature Publishing Group herausgegeben wird. Die Erstausgabe erschien im Oktober 2003. Derzeit werden zwölf Ausgaben im Jahr publiziert. Die Zeitschrift veröffentlicht Reviews von höchster Qualität aus allen Bereichen der Mikrobiologie. Folgende Themen werden sofern sie Bakterien, Viren, Pilze oder Protozoen betreffen berücksichtigt:
- Biochemie, Physiologie und Molekularbiologie
- Genetik und Genomik
- Ökologie, Evolution und Biodiversität
- Zelluläre Mikrobiologie
- Umweltmikrobiologie
- Pathogenese und Wirtsverteidigung
- Klinische und diagnostische Mikrobiologie
- Infektionskrankheiten
- Antimikrobielle Therapien und Impfstoffe
- Epidemiologie und Public Health-Mikrobiologie
- Angewandte und industrielle Mikrobiologie
- Unterricht in Mikrobiologie
- Mikrobiologie und Gesellschaft

Der Impact Factor des Journals lag im Jahr 2014 bei 23,574. Nach der Statistik des ISI Web of Knowledge wird das Journal mit diesem Impact Factor in der Kategorie Mikrobiologie an erster Stelle von 119 Zeitschriften geführt.
Chefherausgeberin ist Sheilagh Molloy, die beim Verlag angestellt ist.